# José Gonçalves de Minas
José Gonçalves de Minas – miasto i gmina w Brazylii, w stanie Minas Gerais. Znajduje się w mikroregionie Capelinha.